# Trimr

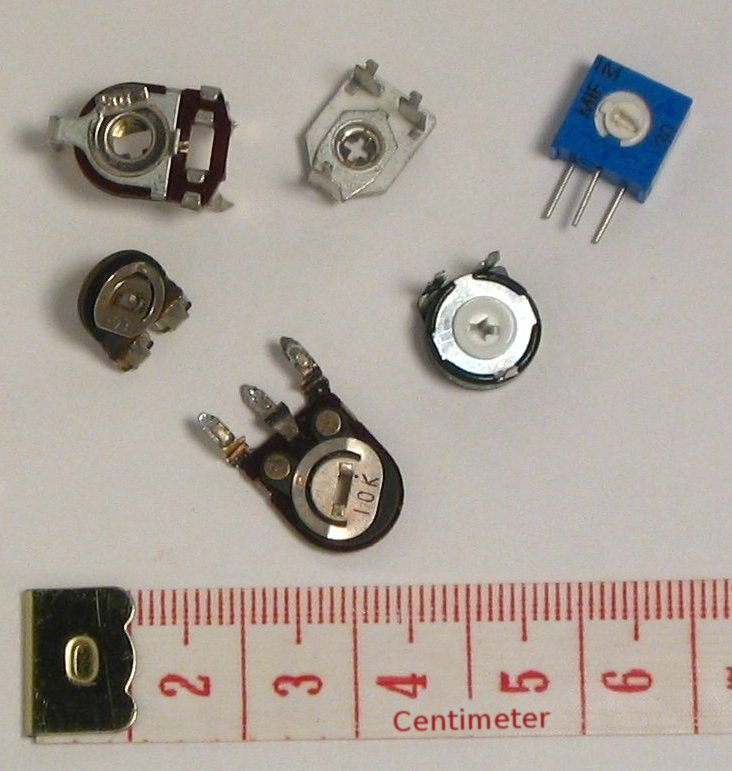
Trimry

Schematická značka

Trimr je pasivní elektronická součástka, jejíž parametry lze nastavit pomocí šroubováku. Obvykle slouží k jednorázovému nastavení při výrobě nebo při instalaci. Nejčastěji se tak označuje nastavitelný rezistor, ale existuje i kapacitní trimr (nastavitelný kondenzátor).
Konstrukčně je odporový trimr řešen jako izolační destička (keramika, pertinax, …), na které je do kruhu nanesena odporová vrstvička (uhlíková nebo cermetová), po které se posouvá kovový jezdec. Odporová dráha je přerušena. Konce dráhy a jezdec jsou připojeny na vývody. Pro větší ztrátové výkony na trimru jsou používány drátové trimry, kde odporová dráha je tvořena navinutým odporovým drátem.
Nastavení trimru je prováděno při oživování, nastavování a cejchování zařízení (obvodu), a proto trimry nejsou obvykle přístupné uživateli zařízení, v němž jsou vestavěny, a nastavení probíhá nástrojem (např. jemným šroubovákem).
Odporový trimr je obvykle zapojován jako napěťový dělič (odporový dělič se třemi vývody) nebo tzv. reostat – proměnný rezistor (běžec je spojen s krajním vývodem nebo druhý krajní vývod není zapojen).
Principiálně shodná součástka, která slouží k provozní (časté) změně hodnoty, je označována jako potenciometr (u kapacitního trimru pak proměnný kondenzátor). Trimr mívá oproti potenciometru jednodušší mechanickou stavbu, menší rozměry a podstatně menší mechanickou životnost. Elektrické vlastnosti mohou být shodné.